# Атропат
Атропат (грч. Aτρoπάτης, око 370—после 321. п. н. е.) је био персијски племић, сатрап Медије за време Дарија III и за време Александра Македонскога. Према подели у Вавилону добио је северозападни део Медије, тј. Медију Атропатену. Оснивач је династије Атропата.

## Битка код Гаугамеле
Пред битку код Гаугамеле Атропат је био сатрап Медије, стартешки веома важне сатрапије. За време битке код Гаугамеле 331. п. н. е. Атропат је заповедао Међанима, Кадузијцима, кавкаским Албанцима и Сакесињанима. У тој бици персијска војска је била поражена. Након те битке Ахеменидско краљевство се више није могло опоравити.

## Остаје веран Дарију до његове смрти
Током зиме Атропат је примио Дарија III у Екбатани, када је Дарије покушавао да сакупи нову војску за борбу против Александра Македонскога. Остао је веран Дарију све до његове смрти 330. п. н. е. Дарије III се након Александровога напредовања и освајања Персепоља повукао на исток и ту га је убио сатрап Бес.

## Александров сатрап Медије
Након Даријеве смрти Атропат се предао Александру Македонскоме. Александар је раније сатрапију Медију предао Оксидату. Међутим изгубио је поверење у Оксидата и сменио га је. Атропату је поново дао 328/327. п. н. е. сатрапију Медију на управљање. Главни град Медије Екбатана био је од стратешке важности за Александрове планове. Било му је важно да на таквом месту има поуздане људе.
Атропат се истакао током 324. п. н. е. када је успео да сломи устанак, који је предводио Међанин Барјакс. Барјакс се представљао као краљ Персијанаца и Међана за време Александрова похода у Индији. Атропат је Барјакса и друге побуњенике изручио Александру у Пасаргади, када се Александар 324. п. н. е. враћао из индијскога похода.

## У Сузи и Екбатани
Атропат је путовао са Александром у Сузу. У Сузи је 324. п. н. е. Александар организовао свадбу најзначајнијих Македонаца са ћеркама најзначајнијих Персијанаца. Александар се оженио једном Даријевом ћерком, а Хефестион другом. Кратер се оженио са ћерком Даријевога брата Оксијарта. Ту се Атропатова ћерка удала за Пердику, који је био један од најважнијих Александрових војсковођа.
Када је Александар стигао у Екбатану тада му је Атропат понудио изузетно необичан поклон. Предао му је 100 жена за које је рекао да су Амазонке. Међутим и сам Аријан напомиње да ту причу не преноси ниједан од поузданих извора. У Екбатани је био последњи сусрет Атропата и Александра. Пола године после тога Александар је умро.

## Постаје сатрап Медије Атропане
Након Александрове смрти Атропатов зет Пердика постао је регент царства, а краљ је постао малоумни Филип III Аридеј. Према Вавилонској подели Александровога царства из 323. п. н. е. Медија је подељена на два дела. Питон је постао сатрап највећега дела Медије. Атропат је постао сатрап мањег северозападнога дела око реке Аракс. Та Медија се касније називала Медија Атропатане. Атропат се није помињао за време ратова дијадоха. Страбон помиње да је Атропат основао независну краљевину и да је његова династија владала неколико векова .